# Rachiș (okręg Alba)
Rachiș – wieś w Rumunii, w okręgu Alba, w gminie Mirăslău. W 2011 roku liczyła 6 mieszkańców.